# Breisach
Breisach am Rhein o simplement Breisach (antigament Altbreisach, és a dir «Breisach Vell») és una ciutat d'aproximadament 16.500 habitants, situada a la vall del Rin, al districte Breisgau-Hochschwarzwald, Baden-Württemberg, Alemanya, a mig camí entre Friburg de Brisgòvia i Colmar (a uns 20 km de cadascuna) i a 60 km de Basilea. Un pont sobre el Rin l'uneix amb Neuf-Brisach, a Alsàcia. El nom de la ciutat és d'origen celta i significa escullera. L'arrel Breis també es pot trobar a la paraula francesa briser, que significa trencar.

## Història

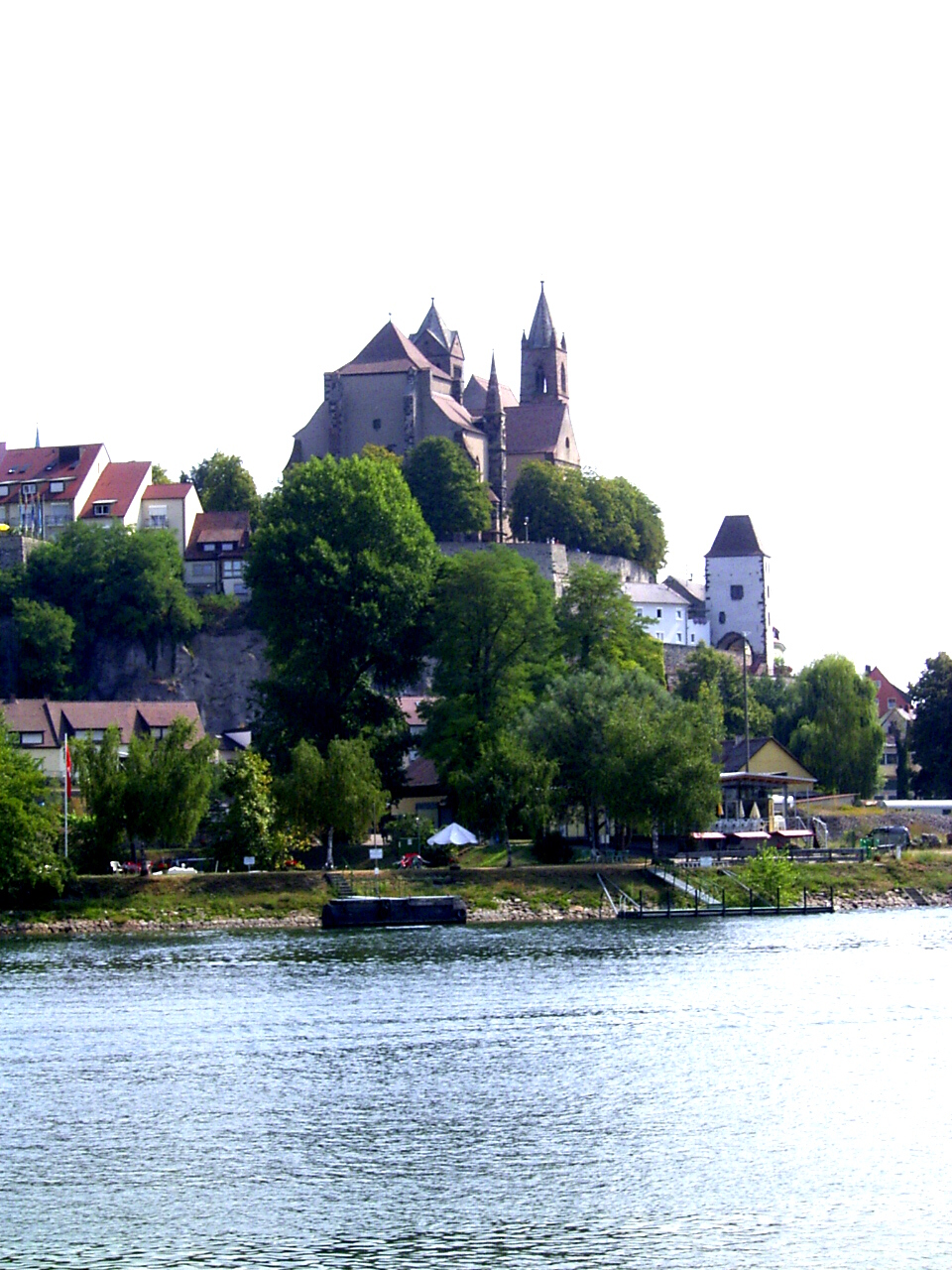
Breisach vist des del cantó francès del Rin.

L'origen del turó en el que s'assenta Breisach fou l'assentament d'un príncep celta. Els romans van mantenir a l'emplaçament un castell auxiliar al mont Brisiacus (paraula provenint del celta Brisge (escullera). La ciutat fou fundada al segle xi per la Dinastia Hohenstaufen. Al segle xiii es va construir la catedral de Breisach. Des del segle xvi, la ciutat es va convertir en un enclavament estratègic del Sacre Imperi Romanogermànic. Fou disputada durant la guerra dels trenta anys degut a la seva importància com a part del camí dels espanyols i presa pel Ducat de Feria. El 7 de desembre del 1648, Bernard de Saxònia-Veimar, subvencionat per França, va conquerir la ciutat vencent als defensors dirigits per Ferran II del Sacre Imperi Romanogermànic i el general Reinach i va intentar convertir-la en capital d'un nou territori. Després de la mort de Bernhard, el 1639, el territori va quedar en mans de França, després de la Pau de Westfalia del 1648, quan Breisach fou donat de iure a França.
El 1697, pel Tractat de Rijswijk, la ciutat va tornar sota el domini del Sacre Imperi Romanogermànic, però fou reconquerida el 7 de setembre del 1703, al començament de la Guerra de Successió Espanyola. Retornant altra vegada a mans dels alemanys pel Tractat de Rastatt el 7 de març del 1714. Al mateix temps, França va construir la seva pròpia fortalesa, Neuf-Brisach (Nova Breisach) a la ribera esquerra del Rin. El 1793, durant les guerres revolucionàries, Breisach passà a formar part d'Àustria Anterior, quan la ciutat havia quedat destruïda. El 1805 es va annexionar de facto a l'Electorat de Baden.
En l'enfrontament entre Àustria i Baviera, l'austriacista català Pere Joan Barceló i Anguera va participar com comandant de tropes catalanes que recolzaven Maria Teresa. L'any 1743 (4 de setembre) Barceló va morir en combat i va ser enterrat en aquesta ciutat.
Durant la Segona Guerra Mundial, el 85% de Breisach va quedar destruïda per l'artilleria Aliada. La catedral també va quedar danyada.
El 1969 es va considerar construir una central nuclear al Breisach però al final no es va construir per la gran oposició que va generar.
Les ciutats properes de Hochstetten (1970), Gündlingen (1972), Niederrimsingen (1973) i Oberrimsingen (1975), amb Grezausen, van ser incorporades a Breisach.

## Economia i infraestructures
Breisach connecta amb Friburg per Gottenheim amb el tren Breisgau-S-Bahn. El Kaiserstuhlbahn el connecta amb Riegel, via Endingen. Cal esmentar la importància del sector del vi i del cava. A Breisach hi ha una de les empreses de vins escumosos més importants d'Europa, Badische Winzerkeller eG.

## Monuments principals

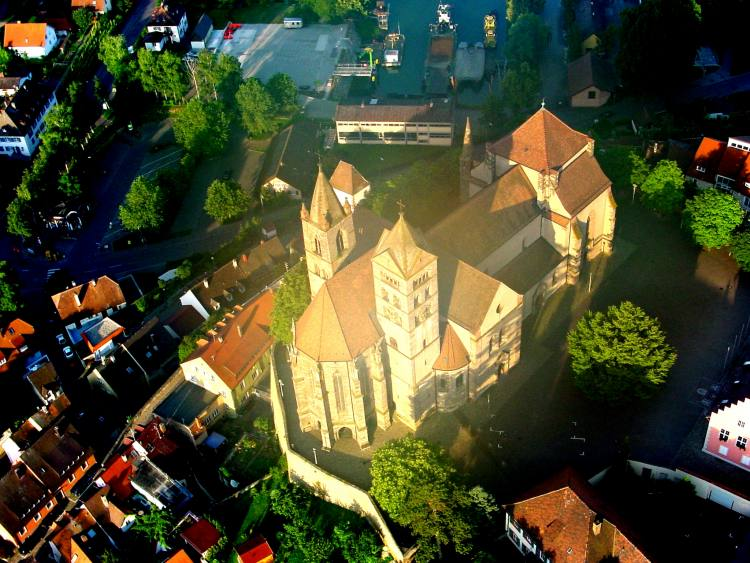
vista aèria de St. Stephansmünster.

El museu municipal d'història alberga peces d'èpoques compreses entre l'edat de Pedra i el present.
La catedral de Breisach, anomenada St. Stephansmünster és d'estil romànic i conté un altar gòtic i una pintura de Martin Shongauer.

## Relacions internacionals
Està agermanada amb:
- Saint-Louis,  França
- Pürgg-Trautenfels,  Àustria
- Neuf-Brisach,  França